# アルヌルフ (ホラント伯)
アルヌルフ（Arnulf, 955年ごろ - 993年9月18日）は、フリースラント伯（在位：988年 - 993年）。

## 生涯
アルヌルフはフリースラント伯ディルク2世とイルデガルド・ド・フランドルの息子である。母イルデガルドはフランドル伯アルヌール1世の娘である。弟にトリーア大司教エグバートがいる。
アルヌルフは983年に皇帝オットー2世のイタリア遠征に参加した。988年に父の跡を継いでフリースラント伯となったが、これは時には困難であることが分かった。アルヌルフはライン川とスヘルデ川の河口の間の地域でザクセン家の最も強力な家臣の1人であっただけでなく、フランス王家からも領地を与えられ、ヘントの港および水上要塞を管理する伯として非常に重要な立場にあった。アルヌルフは父親と同様にザクセン家の支持者でもあったため、ユーグ・カペーと対立した。ユーグ・カペーはアルヌルフの領地を荒廃させ、アルヌルフに封土を与えなかったが、息子ディルク3世はフランスから領地を与えられた。988年5月中旬、オットー3世と皇太后テオファヌは、ユーグ・カペーと下ロートリンゲンシャルルの間で争われた下ロートリンゲンの地を訪れた。この地域の領主ヴェルダン辺境伯ゴットフリートと、ホラント、西フリースラントおよびヘント伯アルヌルフも皇太后のもとを訪れた。父の死後、ユーグ・カペーにより混乱していたアルヌルフの封建関係も、おそらくそこで明らかにされたとみられる。アルヌルフは広大な完全私有地を持っていたが、それをさらに拡大させようとしていた。また、エグモント修道院に多くの寄付を行った。妃リウトガルトと皇太后テオファヌとの関係を通じて、修道院は数多くのギリシャ語とラテン語の書物を所蔵するようになった。アルヌルフの統治時代にはフリース人との激しい戦いが起こったが、アルヌルフはウィンケルの近くで起こったフリース人との戦いで戦死した。

## 子女
アルヌルフはルクセンブルク伯ジークフリートの娘リウトガルトと結婚した。リウトガルトは神聖ローマ皇帝ハインリヒ2世の皇后クニグンデの姉妹であった。2人の間には以下の子女が生まれた。
- ディルク3世（982年頃 - 1039年） - ホラント伯
- シーフフリート（985年- 1030年） - テトブルガと結婚
- アデリナ（990年頃 - 1045年頃） - ブローニュ伯ボードゥアン2世と結婚、ポンチュー伯アンゲラン1世と再婚